# Don Nelson
Donald Arvid "Don" Nelson (Muskegon, Míchigan, 15 de mayo de 1940) es un exjugador y entrenador de baloncesto estadounidense, que disputó 14 temporadas en la NBA. Con 1,98 metros de altura, jugaba en la posición de alero. Luego ha entrenado a Milwaukee Bucks, New York Knicks, Dallas Mavericks y Golden State Warriors. Todo un innovador del baloncesto, es el inventor del concepto del point forward (una posición adicional que mezcla los mejores atributos del base y el alero).

## Carrera

### Jugador

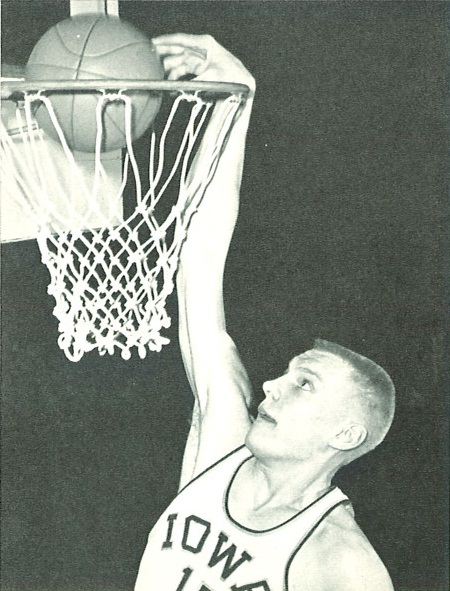
Nelson, en su etapa universitaria.

En 1962, Nelson se graduó en la Universidad de Iowa, siendo en dos ocasiones All-American promediando 21.1 puntos y 10.5 rebotes por partido. Fue drafteado en la posición 19 por Chicago Zephyrs de la NBA. Jugó en el equipo dos años hasta que fue traspasado a Los Angeles Lakers en 1964. Al año siguiente, al ser cortado por los Lakers, firmó por Boston Celtics.
En su primera campaña en los Celtics, Nelson completó su mejor temporada en la NBA promediando 10.2 puntos y 5.4 rebotes por partido, ayudando a Boston a ganar el anillo de 1966. Se llevaría cuatro campeonatos más, los de 1968, 1969, 1974 y 1976. Todo un modelo de consistencia, Nelson promediaría más de 10 puntos por encuentro en cada temporada entre 1968-69 y 1974-75. Esta última temporada lideró la NBA en porcentaje de tiros de campo. Nelson está considerado por muchos como uno de los mejores "sexto hombre" que ha pisado una cancha de la NBA en la historia, además de ser muy reconocido por su original estilo a la hora de lanzar los tiros libres, haciéndolo tan solo con una mano. En la temporada 1975-76, tras 14 años en la liga, Nelson puso punto final a su carrera profesional, siendo retirada, en 1978, su camiseta con el dorsal 19 por Boston Celtics.

### Entrenador
Nelson cogió el mando de general mánager y entrenador de Milwaukee Bucks en 1976, y comenzó a mostrar su impecable habilidad para realizar traspasos beneficiarios para sus equipos. El primero fue recibir a Marques Johnson (que posteriormente tendría una sólida carrera en los Bucks) a cambio de Swen Nater de Buffalo Braves. En 1983 y 1985 recibió el premio al Mejor Entrenador del Año. También fue en Milwaukee donde Nelson empezó a ser reconocido por su heterodoxa e innovadora filosofía del baloncesto. En el equipo permanecería diez temporadas, siete de ellas por encima de las 50 victorias y varios campeonatos de división.
Tras un hiato de un año, se convirtió en entrenador y vicepresidente de Golden State Warriors, donde sería nombrado mejor entrenador por tercera vez. En los Warriors inculcó un sistema ofensivo rápido y efectivo. Solía usar en el quinteto titular tres bases/escoltas, como eran Mitch Richmond, Tim Hardaway y Sarunas Marciulionis, y dos aleros, en este caso Chris Mullin, y Rod Higgins haciendo las funciones de pívot. Con esta inusual táctica, lideró a los Warriors a temporadas exitosas y muchas apariciones en playoffs. Posteriormente, llegarían al equipo los talentosos Chris Webber y Latrell Sprewell. Tras cuatro temporadas, abandonó el equipo por indiferencias con Webber tras un comienzo de 14-31.
En el Mundial de Toronto de 1994 fue el entrenador del "Dream Team II" que se llevó la medalla de oro.
En 1995, Nelson se enroló con los New York Knicks, equipo que dirigiría desde julio hasta marzo de 1996. Nelson tuvo problemas con varios jugadores, y lideró a New York a un comienzo de temporada de 34-25. Nelson trató de convencer al club para traspasar a la estrella Patrick Ewing, para así tener opciones de negociar por Shaquille O'Neal, que ese verano se convertía en agente libre. Fiel a sus principios, Nelson continuó con su juego ofensivo y rápido, que contrastaba con el estilo brusco y defensivo que caracterizaba a esos Knicks de Patrick Ewing, Anthony Mason y Charles Oakley.
En 1997, fue nombrado entrenador y general mánager de Dallas Mavericks, un equipo por entonces profundamente perdedor, pero con adquisiciones como las de Dirk Nowitzki y Steve Nash, además de Michael Finley y Shawn Bradley que ya estaban en el equipo, convirtió a los Mavs en un bloque tremendamente competitivo. Lideró al equipo a cuatro temporadas consecutivas por encima de las 50 victorias. A pesar de formar uno de los mejores equipos ofensivos de la liga, en cuanto a defensa interior flojeaba en demasía, contando en la pintura con Raef LaFrentz, Shawn Bradley y Dirk Nowitzki, hombres muy flojos en defensa.
En marzo de 2005, Nelson dejó el equipo siendo reemplazado por Avery Johnson, y nombrando a su hijo Donnie Nelson su sustituto como general mánager.
El 30 de agosto de 2006, firmó por Golden State Warriors. El 8 de abril de 2010 consiguió el récord de más victorias como entrenador de la NBA. Nelson fue despedido de los Warriors el 27 de septiembre de 2010.
El 2 de abril de 2012, se anunció que Nelson pasaría a formar parte del Naismith Memorial Basketball Hall of Fame, entre los elegidos en ese año. Su elección se hizo oficial el 7 de septiembre de ese mismo año.

## Estadísticas de su carrera en la NBA

### Temporada regular
| Temporada | Edad | Equipo          | Liga | Pos. | P    | TIT | MIN  | TC  | TCA  | %TC  | 3P | 3PA | %3P | 2P  | 2PA  | %2P  | TL  | TLA | %TL  | R.OF. | R.DEF. | REB | ASIS | ROB | TAP | PER | FP  | PTS  |
| 1962-63   | 22   | Chicago Zephyrs | NBA  | SF   | 62   |     | 17.3 | 2.1 | 4.7  | .440 |    |     |     | 2.1 | 4.7  | .440 | 2.6 | 3.6 | .729 |       |        | 4.5 | 1.2  |     |     |     | 2.2 | 6.8  |
| 1963-64   | 23   | L.A. Lakers     | NBA  | SF   | 80   |     | 17.6 | 1.7 | 4.0  | .418 |    |     |     | 1.7 | 4.0  | .418 | 1.9 | 2.5 | .741 |       |        | 4.0 | 1.0  |     |     |     | 2.3 | 5.2  |
| 1964-65   | 24   | L.A. Lakers     | NBA  | SF   | 39   |     | 6.1  | 0.9 | 2.2  | .424 |    |     |     | 0.9 | 2.2  | .424 | 0.5 | 0.7 | .769 |       |        | 1.9 | 0.6  |     |     |     | 1.0 | 2.4  |
| 1965-66   | 25   | Boston Celtics  | NBA  | SF   | 75   |     | 23.5 | 3.6 | 8.2  | .439 |    |     |     | 3.6 | 8.2  | .439 | 3.0 | 4.3 | .684 |       |        | 5.4 | 1.1  |     |     |     | 2.5 | 10.2 |
| 1966-67   | 26   | Boston Celtics  | NBA  | SF   | 79   |     | 15.2 | 2.9 | 6.4  | .446 |    |     |     | 2.9 | 6.4  | .446 | 1.8 | 2.4 | .742 |       |        | 3.7 | 0.8  |     |     |     | 1.8 | 7.5  |
| 1967-68   | 27   | Boston Celtics  | NBA  | SF   | 82   |     | 18.3 | 3.8 | 7.7  | .494 |    |     |     | 3.8 | 7.7  | .494 | 2.4 | 3.3 | .728 |       |        | 5.3 | 1.3  |     |     |     | 2.2 | 10.0 |
| 1968-69   | 28   | Boston Celtics  | NBA  | SF   | 82   |     | 21.6 | 4.6 | 9.4  | .485 |    |     |     | 4.6 | 9.4  | .485 | 2.5 | 3.2 | .776 |       |        | 5.6 | 1.1  |     |     |     | 2.4 | 11.6 |
| 1969-70   | 29   | Boston Celtics  | NBA  | PF   | 82   |     | 27.1 | 5.6 | 11.2 | .501 |    |     |     | 5.6 | 11.2 | .501 | 4.1 | 5.3 | .775 |       |        | 7.3 | 1.8  |     |     |     | 2.9 | 15.4 |
| 1970-71   | 30   | Boston Celtics  | NBA  | SF   | 82   |     | 27.5 | 5.0 | 10.7 | .468 |    |     |     | 5.0 | 10.7 | .468 | 3.9 | 5.2 | .744 |       |        | 6.9 | 1.9  |     |     |     | 2.8 | 13.9 |
| 1971-72   | 31   | Boston Celtics  | NBA  | PF   | 82   |     | 25.4 | 4.7 | 9.9  | .480 |    |     |     | 4.7 | 9.9  | .480 | 4.3 | 5.5 | .788 |       |        | 5.5 | 2.3  |     |     |     | 2.7 | 13.8 |
| 1972-73   | 32   | Boston Celtics  | NBA  | SF   | 72   |     | 19.8 | 4.3 | 9.0  | .476 |    |     |     | 4.3 | 9.0  | .476 | 2.2 | 2.6 | .846 |       |        | 4.4 | 1.4  |     |     |     | 2.2 | 10.8 |
| 1973-74   | 33   | Boston Celtics  | NBA  | SF   | 82   |     | 21.3 | 4.4 | 8.7  | .508 |    |     |     | 4.4 | 8.7  | .508 | 2.6 | 3.3 | .788 | 1.1   | 3.1    | 4.2 | 2.0  | 0.2 | 0.2 |     | 2.3 | 11.5 |
| 1974-75   | 34   | Boston Celtics  | NBA  | SF   | 79   |     | 26.0 | 5.4 | 9.9  | .539 |    |     |     | 5.4 | 9.9  | .539 | 3.3 | 4.0 | .827 | 1.6   | 4.3    | 5.9 | 2.3  | 0.4 | 0.2 |     | 3.0 | 14.0 |
| 1975-76   | 35   | Boston Celtics  | NBA  | SF   | 75   |     | 12.6 | 2.3 | 5.1  | .462 |    |     |     | 2.3 | 5.1  | .462 | 1.7 | 2.1 | .789 | 0.7   | 1.7    | 2.4 | 1.0  | 0.2 | 0.1 |     | 1.5 | 6.4  |
| Total     |      |                 | NBA  |      | 1053 |     | 20.6 | 3.8 | 8.0  | .480 |    |     |     | 3.8 | 8.0  | .480 | 2.7 | 3.6 | .765 | 1.2   | 3.1    | 4.9 | 1.4  | 0.3 | 0.1 |     | 2.3 | 10.3 |

### Playoffs
| Temporada | Edad | Equipo             | Liga | Pos. | P   | TIT | MIN  | TC  | TCA  | %TC  | 3P | 3PA | %3P | 2P  | 2PA  | %2P  | TL  | TLA | %TL   | R.OF. | R.DEF. | REB | ASIS | ROB | TAP | PER | FP  | PTS  |
| 1963-64   | 23   | Los Angeles Lakers | NBA  | SF   | 5   |     | 11.2 | 1.4 | 2.6  | .538 |    |     |     | 1.4 | 2.6  | .538 | 0.6 | 0.6 | 1.000 |       |        | 2.6 | 0.4  |     |     |     | 2.2 | 3.4  |
| 1964-65   | 24   | Los Angeles Lakers | NBA  | SF   | 11  |     | 19.3 | 2.2 | 4.8  | .453 |    |     |     | 2.2 | 4.8  | .453 | 1.7 | 2.3 | .760  |       |        | 5.4 | 1.7  |     |     |     | 2.8 | 6.1  |
| 1965-66   | 25   | Boston Celtics     | NBA  | SF   | 17  |     | 18.6 | 2.9 | 6.9  | .424 |    |     |     | 2.9 | 6.9  | .424 | 2.5 | 3.1 | .808  |       |        | 5.0 | 0.8  |     |     |     | 2.9 | 8.4  |
| 1966-67   | 26   | Boston Celtics     | NBA  | SF   | 9   |     | 15.8 | 3.0 | 6.6  | .458 |    |     |     | 3.0 | 6.6  | .458 | 1.1 | 1.9 | .588  |       |        | 4.7 | 1.0  |     |     |     | 1.3 | 7.1  |
| 1967-68   | 27   | Boston Celtics     | NBA  | SF   | 19  |     | 24.6 | 4.8 | 9.2  | .520 |    |     |     | 4.8 | 9.2  | .520 | 2.9 | 3.9 | .743  |       |        | 7.5 | 1.7  |     |     |     | 2.6 | 12.5 |
| 1968-69   | 28   | Boston Celtics     | NBA  | SF   | 18  |     | 19.3 | 4.8 | 9.3  | .518 |    |     |     | 4.8 | 9.3  | .518 | 2.8 | 3.3 | .833  |       |        | 4.6 | 1.2  |     |     |     | 2.8 | 12.4 |
| 1971-72   | 31   | Boston Celtics     | NBA  | PF   | 11  |     | 28.0 | 4.7 | 9.0  | .525 |    |     |     | 4.7 | 9.0  | .525 | 3.7 | 4.4 | .854  |       |        | 5.5 | 1.9  |     |     |     | 2.7 | 13.2 |
| 1972-73   | 32   | Boston Celtics     | NBA  | SF   | 13  |     | 23.3 | 3.6 | 7.8  | .465 |    |     |     | 3.6 | 7.8  | .465 | 3.8 | 4.3 | .875  |       |        | 2.9 | 1.2  |     |     |     | 2.2 | 11.0 |
| 1973-74   | 33   | Boston Celtics     | NBA  | SF   | 18  |     | 25.9 | 4.6 | 9.1  | .500 |    |     |     | 4.6 | 9.1  | .500 | 2.3 | 2.9 | .774  | 1.4   | 4.0    | 5.4 | 1.9  | 0.4 | 0.2 |     | 3.0 | 11.4 |
| 1974-75   | 34   | Boston Celtics     | NBA  | SF   | 11  |     | 24.9 | 6.0 | 10.6 | .564 |    |     |     | 6.0 | 10.6 | .564 | 3.4 | 3.7 | .902  | 1.6   | 2.5    | 4.1 | 2.4  | 0.2 | 0.2 |     | 3.3 | 15.4 |
| 1975-76   | 35   | Boston Celtics     | NBA  | SF   | 18  |     | 17.5 | 2.9 | 6.0  | .481 |    |     |     | 2.9 | 6.0  | .481 | 3.3 | 3.8 | .870  | 0.9   | 2.0    | 2.9 | 0.9  | 0.2 | 0.1 |     | 2.6 | 9.1  |
| Total     |      |                    | NBA  |      | 150 |     | 21.4 | 3.9 | 7.8  | .498 |    |     |     | 3.9 | 7.8  | .498 | 2.7 | 3.3 | .817  | 1.3   | 2.9    | 4.8 | 1.4  | 0.3 | 0.1 |     | 2.7 | 10.5 |

### Entrenador
| Equipo       | Temp.   | P     | V     | D     | %V-D | Finalizó       | PP  | VP | DP | %V-DP | Resultado                   |
| ------------ | ------- | ----- | ----- | ----- | ---- | -------------- | --- | -- | -- | ----- | --------------------------- |
| Milwaukee    | 1976-77 | 64    | 27    | 37    | .422 | 6.º en Midwest | —   | —  | —  | —     | No Playoffs                 |
| Milwaukee    | 1977-78 | 82    | 44    | 38    | .537 | 2.º en Midwest | 9   | 5  | 4  | .556  | Pierde en Semifinales Conf. |
| Milwaukee    | 1978-79 | 82    | 38    | 44    | .463 | 4.º en Midwest | —   | —  | —  | —     | No Playoffs                 |
| Milwaukee    | 1979-80 | 82    | 49    | 33    | .598 | 1.º en Midwest | 7   | 3  | 4  | .429  | Pierde en Semifinales Conf. |
| Milwaukee    | 1980-81 | 82    | 60    | 22    | .732 | 1.º en Central | 7   | 3  | 4  | .429  | Pierde en Conf. Semifinals  |
| Milwaukee    | 1981-82 | 82    | 55    | 27    | .671 | 1.º en Central | 6   | 2  | 4  | .333  | Pierde en Semifinales Conf. |
| Milwaukee    | 1982-83 | 82    | 51    | 31    | .622 | 1.º en Central | 9   | 5  | 4  | .556  | Pierde en Finales Conf.     |
| Milwaukee    | 1983-84 | 82    | 50    | 32    | .610 | 1.º en Central | 16  | 8  | 8  | .500  | Pierde en Finales Conf.     |
| Milwaukee    | 1984-85 | 82    | 59    | 23    | .720 | 1.º en Central | 8   | 3  | 5  | .375  | Pierde en Semifinales Conf. |
| Milwaukee    | 1985-86 | 82    | 57    | 25    | .695 | 1.º en Central | 14  | 7  | 7  | .500  | Pierde en Finales Conf.     |
| Milwaukee    | 1986-87 | 82    | 50    | 32    | .610 | 3.º en Central | 12  | 6  | 6  | .500  | Pierde en Semifinales Conf. |
| Golden State | 1988-89 | 82    | 43    | 39    | .524 | 4.º en Pacific | 8   | 4  | 4  | .500  | Pierde en Semifinales Conf. |
| Golden State | 1989-90 | 82    | 37    | 45    | .451 | 5.º en Pacific | —   | —  | —  | —     | No Playoffs                 |
| Golden State | 1990-91 | 82    | 44    | 38    | .537 | 4.º en Pacific | 9   | 4  | 5  | .444  | Pierde en Semifinales Conf. |
| Golden State | 1991-92 | 82    | 55    | 27    | .671 | 2.º en Pacific | 4   | 1  | 3  | .250  | Pierde en 1.ª ronda         |
| Golden State | 1992-93 | 82    | 34    | 48    | .415 | 6.º en Pacific | —   | —  | —  | —     | Missed Playoffs             |
| Golden State | 1993-94 | 82    | 50    | 32    | .610 | 3.º en Pacific | 3   | 0  | 3  | .000  | Pierde en 1.ª ronda         |
| Golden State | 1994-95 | 45    | 14    | 31    | .311 | (despedido)    | —   | —  | —  | —     | —                           |
| New York     | 1995-96 | 59    | 34    | 25    | .576 | (renuncia)     | —   | —  | —  | —     | —                           |
| Dallas       | 1997-98 | 66    | 16    | 50    | .242 | 5.º en Midwest | —   | —  | —  | —     | No Playoffs                 |
| Dallas       | 1998-99 | 50    | 19    | 31    | .380 | 5.º en Midwest | —   | —  | —  | —     | No Playoffs                 |
| Dallas       | 1999-00 | 82    | 40    | 42    | .488 | 4.º en Midwest | —   | —  | —  | —     | No Playoffs                 |
| Dallas       | 2000-01 | 82    | 53    | 29    | .646 | 2.º en Midwest | 10  | 4  | 6  | .400  | Pierde en Semifinales Conf. |
| Dallas       | 2001-02 | 82    | 57    | 25    | .695 | 2.º en Midwest | 8   | 4  | 4  | .500  | Pierde en Semifinales Conf. |
| Dallas       | 2002-03 | 82    | 60    | 22    | .732 | 1.º en Midwest | 20  | 10 | 10 | .500  | Pierde en Finales Conf.     |
| Dallas       | 2003-04 | 82    | 52    | 30    | .634 | 3.º en Midwest | 5   | 1  | 4  | .200  | Pierde en 1.ª ronda         |
| Dallas       | 2004-05 | 64    | 42    | 22    | .656 | (renuncia)     | —   | —  | —  | —     | —                           |
| Golden State | 2006-07 | 82    | 42    | 40    | .512 | 3.º en Pacific | 11  | 5  | 6  | .455  | Pierde en Semifinales Conf. |
| Golden State | 2007-08 | 82    | 48    | 34    | .585 | 3.º en Pacific | —   | —  | —  | —     | No Playoffs                 |
| Golden State | 2008-09 | 82    | 29    | 53    | .354 | 3.º en Pacific | —   | —  | —  | —     | No Playoffs                 |
| Golden State | 2009-10 | 82    | 26    | 56    | .317 | 4.º en Pacific | —   | —  | —  | —     | No Playoffs                 |
| Total        | Total   | 2,398 | 1,335 | 1,063 | .557 |                | 166 | 75 | 91 | .452  |                             |

## Récords
El 29 de diciembre de 2001, Nelson se convirtió en el tercer entrenador en la historia de la NBA en llegar a las 1.000 victorias, detrás de Lenny Wilkens y Pat Riley. Nelson ganó su partido 1.200 el 9 de diciembre de 2006, siendo con Wilkens (1.332) el único entrenador en llegar a esa cifra de victorias. En abril de 2010, tras una victoria ante los Minnesota Timberwolves, Nelson se convirtió en el entrenador con más victorias en la historia de la NBA. Se retiró con un récord de 1.335 victorias y 1.061 derrotas.
En los playoffs de la temporada 2006-07, los Golden State Warriors, octavos clasificados de la Conferencia Oeste con un récord de 42-40, eliminaron 4-2 en primera ronda a los Dallas Mavericks, el mejor equipo de la temporada regular con un récord de 67-15. Tan sólo cinco equipos en toda la historia de la liga han sido capaces de eliminar en primera ronda al mejor clasificado de su conferencia, siendo los Warriors de Nelson los primeros en hacerlo en una serie de siete partidos. Además, con 25 victorias de diferencia entre el récord de ambos conjuntos, se trata de la eliminatoria con mayor desventaja para el equipo vencedor de toda la historia de la liga.